# Scyllaea pelagica
Scyllaea pelagica är en snäckart som beskrevs av Carl von Linné 1758. Scyllaea pelagica ingår i släktet Scyllaea och familjen Scyllaeidae. Inga underarter finns listade i Catalogue of Life.